# Sinn Sisamouth
Sinn Sisamouth (tiếng Khmer: ស៊ីន ស៊ីសាមុត, 23 tháng 8 năm 1932 – khoảng năm 1976) là một ca sĩ kiêm nhạc sĩ Campuchia hoạt động từ những năm 1950 đến những năm 1970. Được nhiều người coi là "Ông hoàng nhạc Khmer". Sisamouth cùng với Ros Serey Sothea, Pen Ran, Mao Sareth, và các nghệ sĩ Campuchia khác, là một phần của nền nhạc pop thịnh vượng ở Phnôm Pênh đó là sự pha trộn các yếu tố của âm nhạc truyền thống Khmer với âm thanh của Rhythm and blues và rock and roll để phát triển âm thanh Rock Campuchia. Sisamouth được cho là chết trong giữa năm 1976 bởi chế độ Khmer Đỏ trong hoàn cảnh không rõ ràng.